# Chiesa di Santa Veneranda (Crotone)
La chiesa di Santa Veneranda e Santa Anastasia è un edificio religioso situato nel centro storico di Crotone, in Calabria.

## Storia
Fu una delle dodici parrocchie nelle quali era suddivisa la città di Crotone nella prima metà del XVI secolo, prima della riorganizzazione voluta dal vescovo Juan López, che ridusse a cinque il numero di parrocchie.